# 金大問
金大問，新羅聖德王時期的真骨貴族和學者。
本貫慶州金城，王室宗親，於704年（聖德王三年）出任漢山州都督。
據《三國史記》所載，金大問作有傳記若干卷，包括《高僧傳》、《雞林雜傳》、《花郎世記》、《樂本》、《漢山記》等，記載有關新羅的歷史、傳記、地理、風俗、音樂等內容。上述書籍在高麗王朝金富軾編寫《三國史記》時仍然存在，但至現代已散伕，零星內容見於《三國史記》、《三國遺事》對金大問著作的引用。
1989年，傳聞日本宮內廳書陵部（即皇家圖書館）館藏中藏有由韓國朴昌和私自抄寫的《花郎世記》鈔本。然而對於鈔本是來自真本還是後人偽作，學界至今莫衷一是。